# Fortin de Port Maria
Le fortin de Port Maria est une fortification du XVIIe siècle défendant la ria de Port Maria, sur la commune de Locmaria, constituant un élément de défense de Belle-Île-en-Mer dans le Morbihan.

## Description
L'ensemble des fortifications de Port Maria est constitué, d'une part, d'un fort de chaque côté, à l'entrée de la ria, ouvrages construits au XVIIe siècle, et d'autre part, d'un réduit, édifié en 1860 dans le fond de la ria.
Le réduit de Port Maria fait l’objet d’une inscription au titre des monuments historiques depuis le 30 octobre 2000.
Quant à la cheminée en pierre ornée de deux atlantes présente dans le réduit, qui fut rapportée du château de Rimaison à Bieuzy-les-Eaux, elle fait l’objet d’un classement au titre des monuments historiques depuis le 7 janvier 1953.

## Histoire

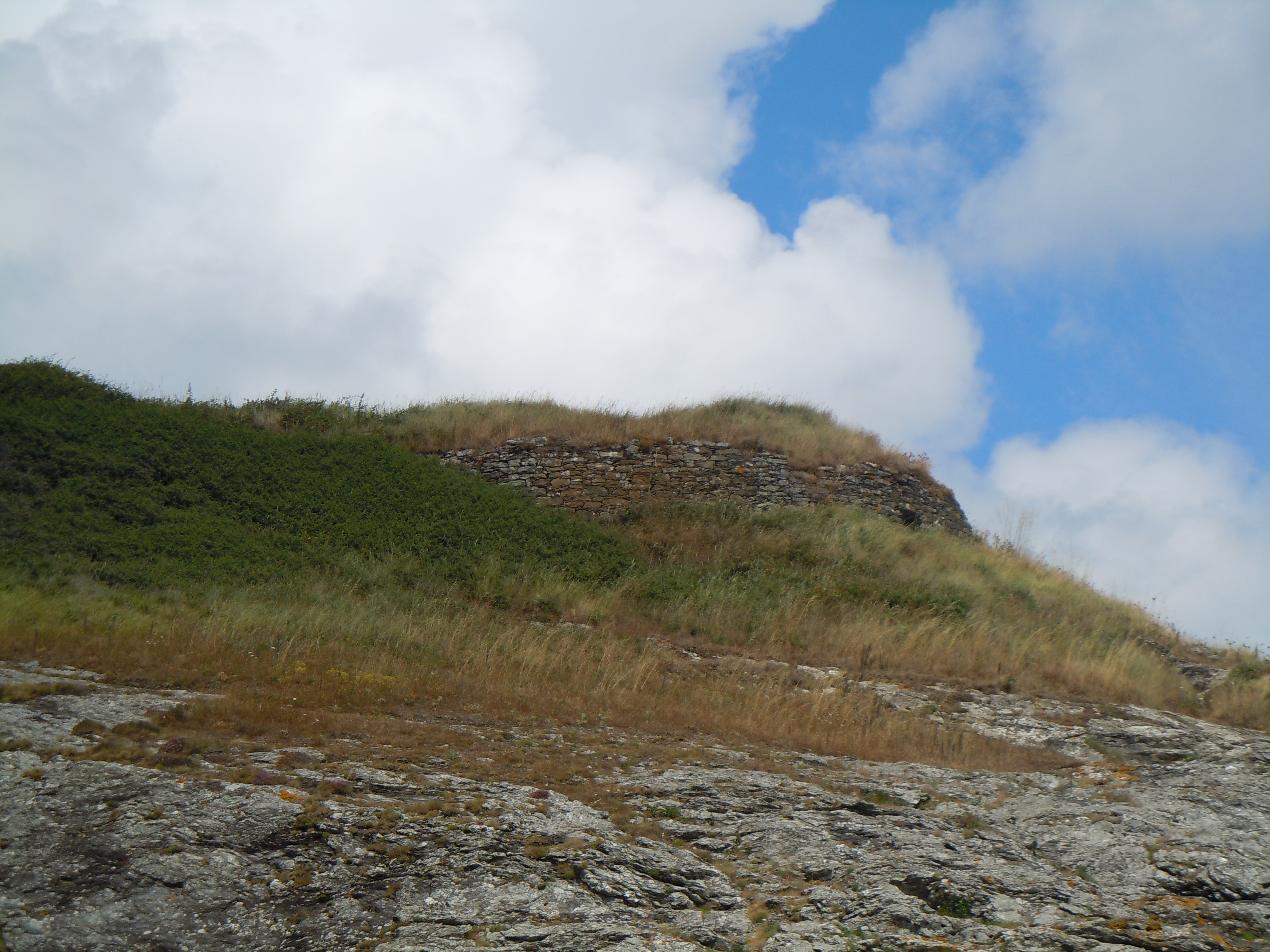
Ancienne batterie du XVIII à l'entrée de Port-Maria

En 1689, Vauban demande de compléter les retranchements existants au Port Maria par une batterie de trois pièces située au nord de l'anse. Cette batterie est attestée à la fin du XVIIe siècle. En 1747, elle est armée de trois canons de 12 livres. Le 22 avril 1761, au cours de la prise de Belle-Île-en-Mer, la batterie est détruite par des tirs de bateaux anglais lors du débarquement à Port Andro. Les retranchements en maçonnerie barrant les deux vallons sont achevés dans les années 1770 ; la batterie dispose d'un magasin à poudre et d'un corps de garde. Elle a été restaurée en 1797, puis équipée de deux canons en 1824. 
La "Commission mixte d'armement des côtes décide, en 1841, de supprimer la batterie, mais prévoit l'installation d'un poste de garde-côte pour la surveillance du port. Il doit être occupé par 30 hommes soutenus par une pièce d'artillerie de montagne. Le corps de garde crénelé n°2 choisi pour ce poste est construit en 1860-1861. Le poste de garde-côte n'est pas conservé par la commission de défense des côtes en 1874. Le corps de garde est déclassé par la loi du 27 mai 1889, remis aux Domaines en juin 1890 et vendu à un notable bellîlois, Émile Cazalet, puis cédé en 1895 à la famille Malécot qui l'aménage en résidence secondaire.
Le corps de garde est occupé par les Allemands en 1940, qui le laissent en ruine à la libération en mai 1945. Il est restauré dans les années 1950, par la famille Malécot qui en est toujours propriétaire, et le propose à la location saisonnière. 